# قلعة الصبيبة
'قلعة النمرود أو قلعة الصُبَيْبَة (في المصادر الصليبية: Assebebe) ومعناها تصغير من الصبة وهي مربض الخيل، قامت هذه القلعة فوق صهوة جبل شاهق ذي منحدرات عمودية صعبة هو جزء من الأعضاد الأولى لجبل الشيخ تتبع قرية جباتا الزيت وترتفع عن مستوى البحر 816 م وتطل على بانياس والحولة ولذلك كانت من المواقع الإستراتيجية في بطون التاريخ. وإن الاسم المتداول (النمرود) اعتباطا نسبة لرواية دينية بأن ملك جبارًا يدعى النمرود كان يسكن في القلعة وهو الذي ألقى بسيدنا إبراهيم في النار (فكانت بردًا وسلامًا على إبراهيم) ولشدة غروره بعث الله بعوضة دخلت في أنفه فنخرت رأسه ومات بكفره.

## تاريخ القلعة
يعد الأيوبيين هم أول من شرع ببناء هذا الحصن لمواجهة الخطر الصليبي خلافًا لرواية تدعي بناؤها من قبل عصابة من الحشاشين، وتأريخ هذه القلعة مرتبط بذكريات الحروب التي جرت في بلاد الشام وخاصة الحروب الصليبية، وتذكر التواريخ أن الأتابك ظهير الدين طغتكين (520ه -1126م)كان قد سلمها إلى الطائفة الإسماعيلية لما رأى استفحال أمرهم في حلب ودمشق وأملًا بدفع شرهم ولتسليطهم على الصليبين، غير أنهم عملوا بالعكس وأبدوا الخيانة حيث أنهم تواطؤا مع هؤلاء وسلموهم القلعة فأحتلها الملك الصليبي (بلدوين) سنة 1129م ومنحها إقطاعية لروبينه بروس ولورثته من بعده. وفي سنة (527ه -1132م) جاء شمس الملوك إسماعيل بن تاج الملوك بوري بن طغتكين وهو حاكم دمشق فاستردها، ووضع فيها أحد قواده، لكن هذا الأخير سلمها إلى عماد الدين زنكي صاحب حلب الذي كـان خصمًا لآل طغتكين أصحاب دمشق. فقام آخر هؤلاء وهو مجير الدين أبق بن محمد بن بوري واتفق مع الصليبيين على استخلاص القلعة من الزنكي.... وزحف جيشه مع جيشهم وحاصر بانياس والقلعة قذفت بالمنجنيقات واحتلوها سنة (544ه – 1139م) واستلمها الفرنجة بعد أن طردوا حليفهم مجير الدين المذكور وأرجعوه بخفي حنين، وجعلوا فيها القائد الصليبي انفروي الثاني دوترون نائب ملك القدس ((ثم قلت في نفسي هذا جزاء من يتحالف مع الأعداء ويمكنهم من أراضي وقلاع بلادنا الإسلامية للنكاية ولمآرب شخصية خسيسة))
وظلت القلعة في أيدي الصليبين إلى أن جاء الملك العادل نور الدين بن محمود بن عماد الدين الزنكي وشرع يهاجم القلعة والأعداء يردونه ويعيد الهجوم إلى أن تمكن من استعادتها سنة (560 هـ - 1157 م) ويقول مؤلف كتاب القلاع العربية أيام الصليبين «أن الملك نور الدين كرر هجومه على القلعة في غياب أنفروي الذي كان في حملة على مصر مع الملك أملريك، فأجبرها على الاستسلام بعد حصار طويل لتصبح بيد العرب».انتهى

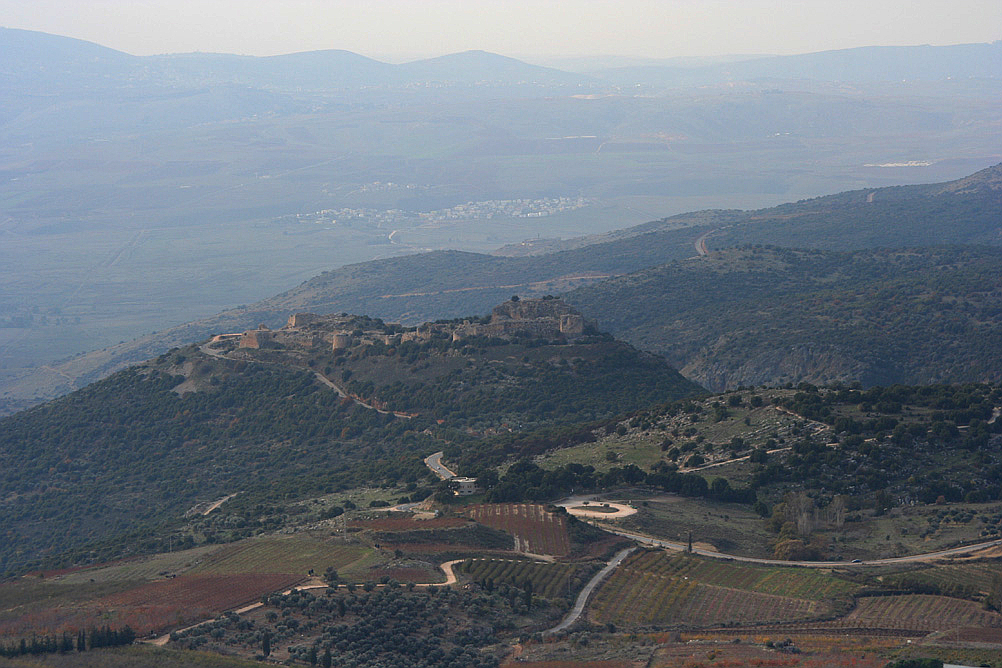
إحدى نواحي الجولان وتظهر القلعة

واستقرت القلعة بيد العرب وقد أعطاها السلطان الأكبر صلاح الدين الأيوبي لأحد أولاده وهو الملك الأفضل لما أعطاه بلاد الشام كلها ثم انتقلت إلى يد عمه الملك العادل أبو بكر الذي أقطعها لولده الملك العزيز عثمان حاكم بانياس، ثم انتقلت بعد ذلك إلى ابنه السعيد حسن (وقد أعادا الأب والابن بناء الأبراج التي خربها المعظم عيسى بن السلطان صلاح الدين لمنع الفرنجة من استخدامها كقاعدة لهجماتهم الشريرة على دمشق، وقد استمرت أعمال الترميم من سنة 1226م - 1230م، تم في ختامها بناء الحصن المنيع للقلعة بشكلها الذي نراها عليه اليوم، حيث أخذت القلعة شكل التل الذي بنيت عليه، مستفيدة من الانحدارات الشديدة له، التي غدت جزءًا مهمًا من التحصينات.
في عام 1260 قضى المغول على حكم الأيوبيين، واحتلوا القلعة وعاثوا فيها خرابًا بعد أن سيطروا على بانياس والمنطقة بأسرها. لكن احتلالهم لم يستمر طويلًا، وسيطرتهم على القلعة لم تدم سوى بضعة أشهر، حيث هزم المغول في معركة عين جالوت الشهيرة. وفي عهد السلطان الظاهر بيبرس أعاد ترميمها وأنشأ منارة لجامعها وبنى دار ًا لنائب السلطنة، وعمل جسرًا يمشى عليه إلى القلعة.
بعد أن تم طرد الصليبيين من بلاد المسلمين في القرن الثالث عشر، فقدت هذه القلعة ذكرها وأهميتها الإستراتيجية، ويقول أحمد وصفي زكريا بكتابه الريف السوري «يبدو أنها ظلت مأوى للزعماء الإقطاعيين في أيام السلاطين المماليك والعثمانيين»
وفي ذكر الحوادث التي جرت سنة 1616م يقول حيدر أحمد الشهابي بكتابه (لبنان في عهد الأمراء الشهابيين) أن محمد باشا الوزير قد أصدر أحكامًا قضت بهدم قلعة بانياس وكذا قلعة شقيف في مقابل أن يصير لحضرة الأمير علي على سنجقية صفد وصيدا، ووعد الأمير يونس أبن حرفوش بسنجقية حمص إذا تم هدم القلاع المذكورة.....وجاءت من الشام للهدم معلمون وشرعوا فيه واستمروا في القلعتين مقدار أربعين نهارًا وكان مبتدأ الهدم في واحد وعشرين من شهر ربيع الأول من السنة المذكورة (1025-ه) ومنتهاه في ثلاثة عشر من جمادى الأول من نفس العام. وفي حوادث سنة (1174- ه / 1760م) " أنه في أيام الأمير أحمد والأمير منصور توفي الأمير نجم أمير حاصبيا نيفًا عن ستين سنة. فتولى بعده ولده الأمير سليمان، فحصلت الوحشة بينه وبين أخويه الأمير إسماعيل والأمير بشير وأظهرا له النزاع على الولاية فاسترضاهما بأن أقتطع لهما الحولانية وولاهما إياها فنهضا إليها وجددا عمارة قلعة بانياس التي فيها واستوطناها، وقيل أنه لم يكن راض عن إقامتهما فيها فدس إلى عثمان الصادق الكرجي والي الشام الذي خرج بعسكر عرمرم عليهما وحصرهما بالقلعة ثم استولى عليها بالأمان ولكنه أمر بهدم ما كان قد جدده الأميران المذكوران.
وفي رواية أخرى يقول المرجع نفسه أنه في سنة (1178 –هـ/1764م) أصلح الأمير إسماعيل حاكم حاصبيا قلعة النمرود وعمر ما كان هدم من زمن بيت معن، وسكن فيها فحضر إليه والي الشام عثمان الصادق الكرخي وحاصره مدة وجيزة، وقد كان حين بلغه خروج عثمان باشا من الشام أرسل يستنجد بالأمير منصور الشهابي وقبل أن ينجده سلم القلعة عن يد يوسف آغا ابن جيري، وقبض عثمان باشا على الأمير إسماعيل وأخذ منه خمسة وعشرين كيس ونهب ما كان فيها من أثاث وذهب ثم أمر بهدمها "
ويقول زكريا ص (572) الريف السوري ج2 " أنه لابد أن تكون الزلازل التي كانت تهز بلاد الشام من حين لآخر وخاصة زلزلة سنة 1173هـ... قد فعلت في هذه القلعة وزادت الخراب الذي أورثته الجيوش وأوصلتها إلى الحالة التي فيها خاوية على عروشها هذا وخلال الثورة السورية (1925م – 1927م) أقام الفرنسيون في هذه القلعة حامية لمراقبة حركات الثوار وقطع الطريق عليهم، إلى أن انتهت الثورة فعادت لخلوها واقفرارها.

## وصف القلعة

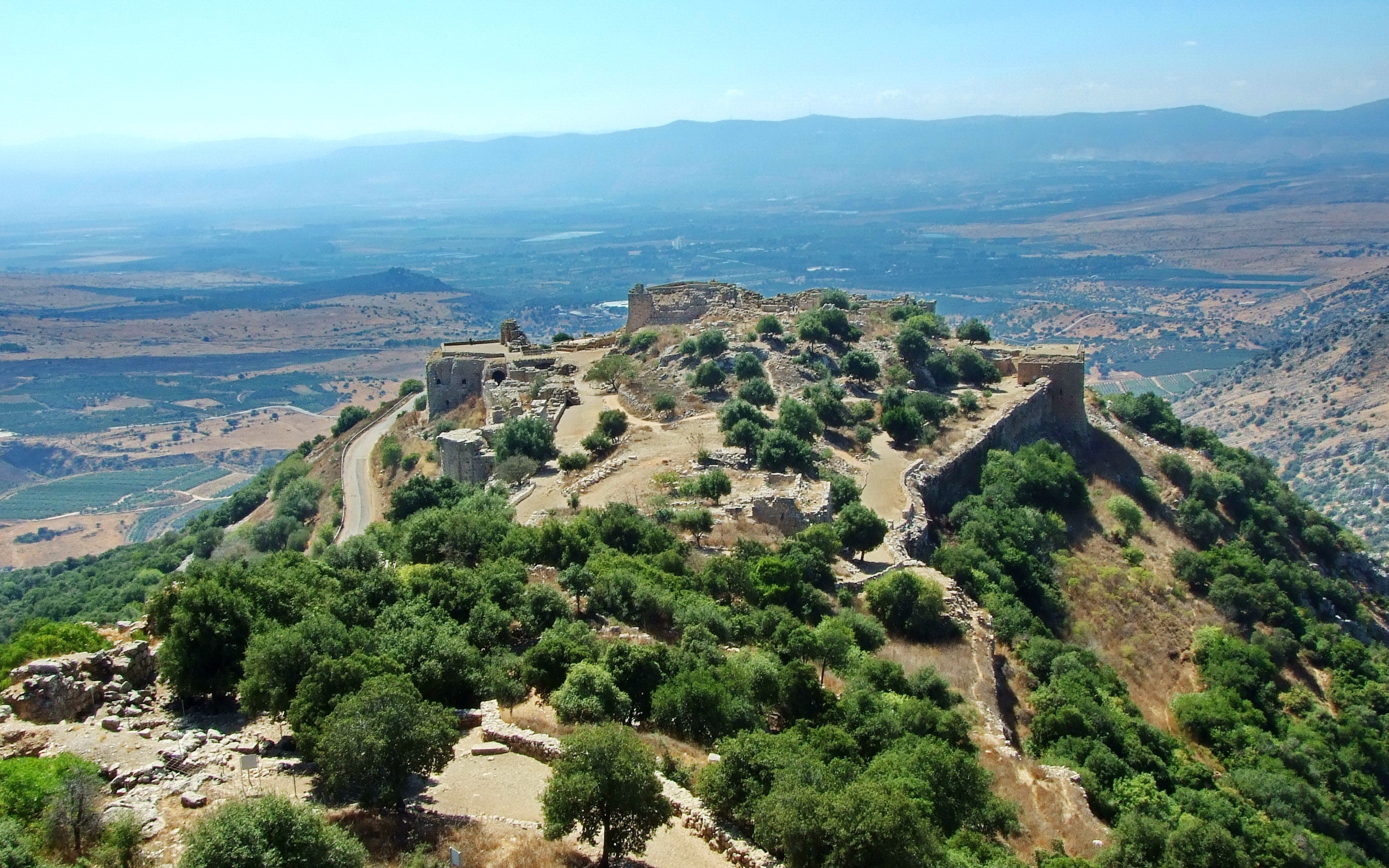
منظر عام للقلعة

زيارة القلعة تطبع الكثير من الدروس والعبر عن رسوخ أجدادنا القدماء في فنون البناء والهندسة العسكرية وعن معارك وبطولات المسلمين في الهجوم والدفاع والحصار والقصف بالمنجنيقات والرمي بالنبال والقذائف اليدوية وأمثالها من أدوات حروب ذلك الزمان. القلعة تنبسط بشكل طولاني على الجبل (المسمى باسمها) بغاية الروعة والهالة، ويبلغ طولها نحو 420 مترًا وعرضها 60 - 150مترًا بمساحة تقدر بـ 33 دونم، حيث لايمكن الصعود إليها الإ من طرفها الجنوبي في حين أطراف الجبل الأخرى واقفة كالجدران الهائلة وبالرجوع لعدة مصادر وخاصة كتاب الدليل الأزرق الفرنسي (مترجم للعربية في بيروت) فإذا دخلت القلعة من بابها الواقع في جنوبها وقعت عيناك على مناظر غاية في الامتداد والروعة، وفي الجهة الغربية تشرف القلعة على بانياس وما وراؤها من ربوع فلسطين والحولة وأرض الخيط وسلسلة جبال عامل، وفي الجهة الشرقية الشمالية يقف جبل الشيخ المكلل بالثلوج وبمرتفعاته الهائلة وأعضاده المتدرجة وهنا تشاهد جباتا الزيت وبساتينها ووادي صعب ووادي السكاوي ووادي الدفلة (الدفين) وهذه الأودية تكون مصدر نهر بانياس، وفي الجهة الجنوبية ترى الآكام الذاهبة صعدًا نحو القنيطرة والقرى المتربعة هناك، وداخل القلعة باحة مستطيلة من الغرب الجنوبي إلى الشرق الشمالي بتضاريسها الطبيعية والأحراش الرهيبة وهي ملآنة بأنقاض مباني عديدة وهي: في وسط الباحة بناء يقال أنه (كنيسة) مربع الشكل لا تزال بقايا أعمدة بقواعدها المثمنة الأضلاع.
وفي القسـم الجنوبي الشرقي على امتداد السور هناك ستة أبراج منها ما هو مربع الشكل ومنها ما هو مدور وهذه الأبراج ترتبط ببعضها بجدران تدعى سجوف الخط الدفاعي بني هذا الســور على يـد العزيز عثمــان 1230م أما الأبراج الموجودة فيه فهي من أيام الظـاهر بيبرس ما بين عام 1260 وعام 1277م. وعن يمين الداخل من باب القلعة من طرفها الجنوبي يوجد بـرج عظيم مربع الشكل شديد البروز شيد زمن السلطان الظاهر بيبرس 1275 م متهدم بسبب الزلزال سنـة 1759م ما خلا قسم كبير من جدار مع درج وثلاثة طوابق للدفاع، ويمكن للزائر أن يصل إلى الطابق الأعلى من سطح مائل معقود يقع وراء سجف الخط الدفاعي فيجد نفسه وسط بهو واطئ مسقوف بعقود ذات زوايا بارزة، وفي هذا البهو عدة منافذ تصل إلى غرفتين تعلوهما نقوش عربية تفيـد بأنها مكــان قصر السلطان بيبرس، وإلى جانب هذا البرج يوجد صهريج عميق مسـاحته 9 م بـ25 متـر مملوء بالماء وله درج ينحدر إلى الأسفل، وإلى جانب الصهريج المذكور يوجد نافورة مياه للشـرب (السبيل) على الجانب الشرقي للخزان بناها الســعيد حسـن بن العزيز عثمان سنـة 1240م.
ثم البرج الثالث ويســمى البرج الجميل على السـور الشرقي وهو ذو ثماني أضلاع وسقف هذا البرج مقبب وهو مدور وبارز إلى الأمام وهو دفاعي وفيه ست كوى مجهزة بمرامي سجوف البرج الرابع مهدمة لم يبق منها سوى قواعد جدرانها.
البرج الرابع مدور ويحتوي على طابق دفاعي معقود وهو مثقوب بمرامي بقي منها اثنتان ثم البرج الخامس والسادس حيث ترتفع الأرض نحو الشمال الشرقي حتى تصل إلى الحصن الكبير ويسـمى بالفرنسـية دنـجوان والطـريق إليه عبر جسـر خشبي من زمن العزيز عثمان وهو يشرف على القلعة بكاملها (وهو متهدم وأحجاره مبعثرة) وهذا الحصن هو عبارة عن قلعة داخلية مستقلة وهو محصن في جنوبه من ناحية الباحة بخندق وبرجين ضخمين، وفي وسط الحصن بناء مستطيل الشكل يؤلف بذاته الحصن الأخير وهو مستقل عن الحصن الكبير كما يستقل الأخير عن القلعة بذاتها وكان يحتوي على بهو كبير وتحت الحصن يوجد دهاليز معقودة بعضها يصل إلى البرج الأخير وهو أقوى أبراج القلعة وأمتنها وفيه طابق للدفاع وهو عبارة عن بهو مثمن الزوايا، وعلى بعـد أمتار إلى شرق البرج يوجد بركـة مياه طول 54متر بــعرض 26 م كان الأهالي يستخدمونها لسقي المواشي والزراعة.
وفي أقصى الشمال الغربي يوجد غرفة طويلة قد تهدمت بالكامل وفيها بهو وله باب سري للخروج وله دهليز تحت الأرض ينتهي بالوادي.
وفي السور الشمالي لا يوجد سوى برج وحيد هو البرج الشمـالي، ذلك أن القلعة تشرف على شفا منحدر سحيق يقف وقفة عمودية هائلة تطل على وادي الخشبي يصعب الصعود منه، شيـد البرج الشمالي زمن السلطان بيبرس وجدرانه مثقـوبة لرمــي النبال ويوجـد فيه ســلم يمكــن الصعود إلى سطـح البرج وفي داخل البرج قاعــة كبيرة ويعتقد أنها كانت تستـخدم سجنًا في القرن الخامس عشـر.
أما في الواجهة الغربية فهناك برج مخرب بالمرة وفي جدار هذا البرج وعند قاعدته ينفتح في أرض الباحة السماوية سرداب محفور في الأرض كان مملوء بالأنقاض ويهبط بدرج إلى لحف الجبل وهذا السرداب يتجه بادئ ذي بدء نحو الشمال ثم ينعطف فجأة نحو الشرق، وجدران هذا السرداب مؤلفة من بلوكات منحـوتة ومصقولة بإتقان ويعتقد بأنه كان يستخدم كمهرب للنجاة والهروب.
بقيت القلعة غير معروفة لدى السوريين وللأسف، أما اليوم فقد أصبحت موقع أثري عالمي ومشهور تحت إشراف مديرية الآثار الإسرائيلية

## معرض صور

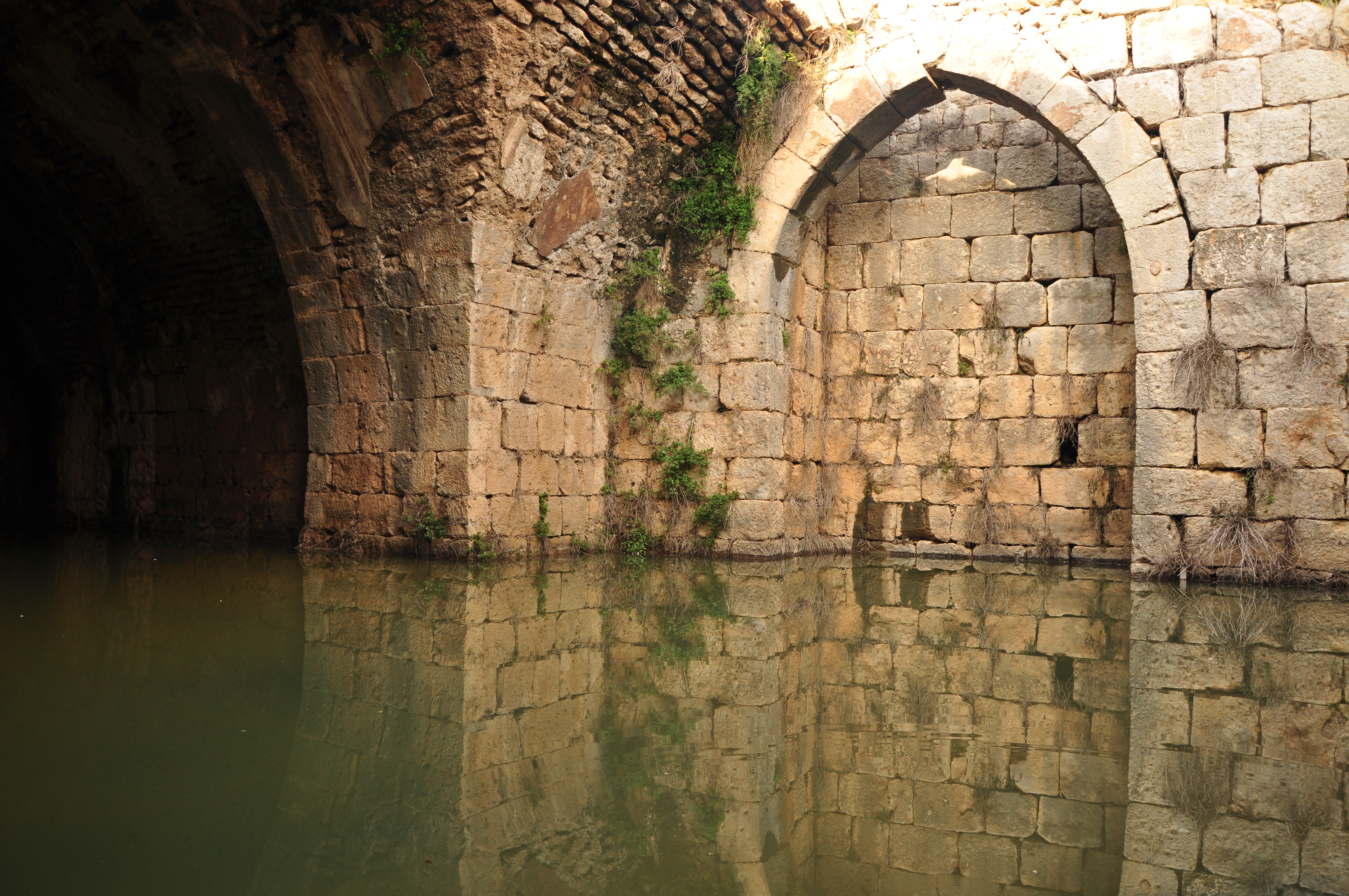
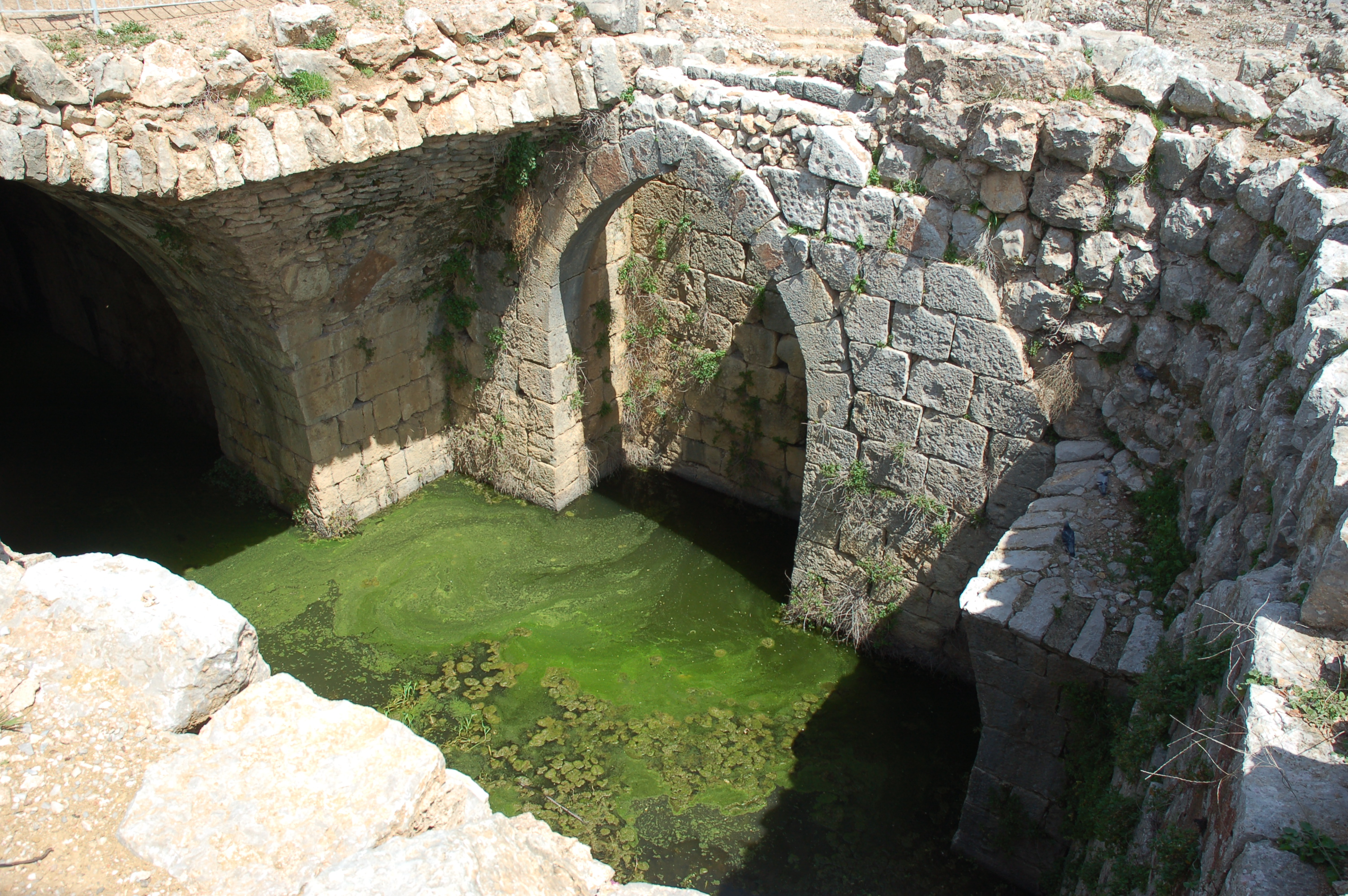
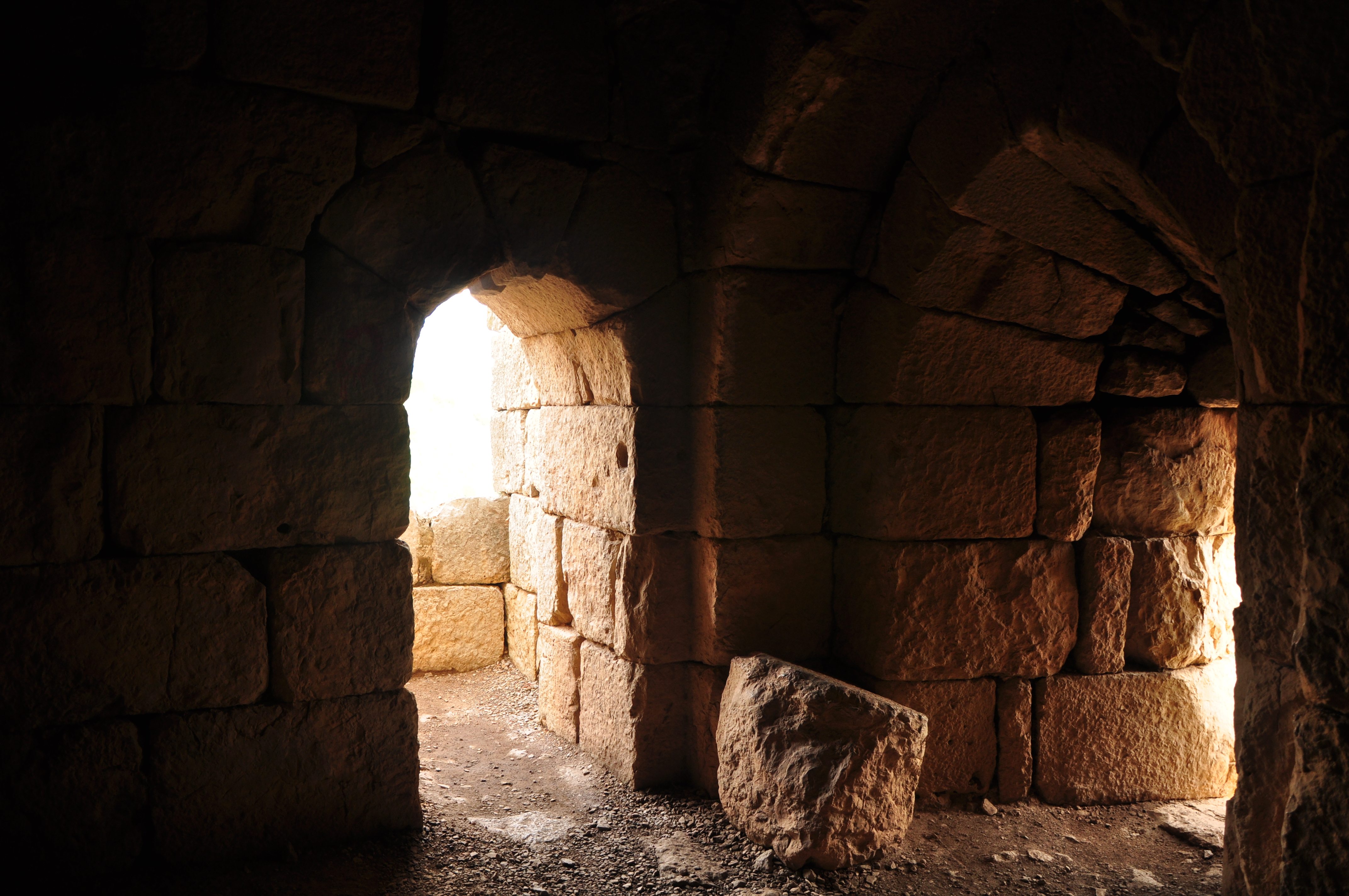
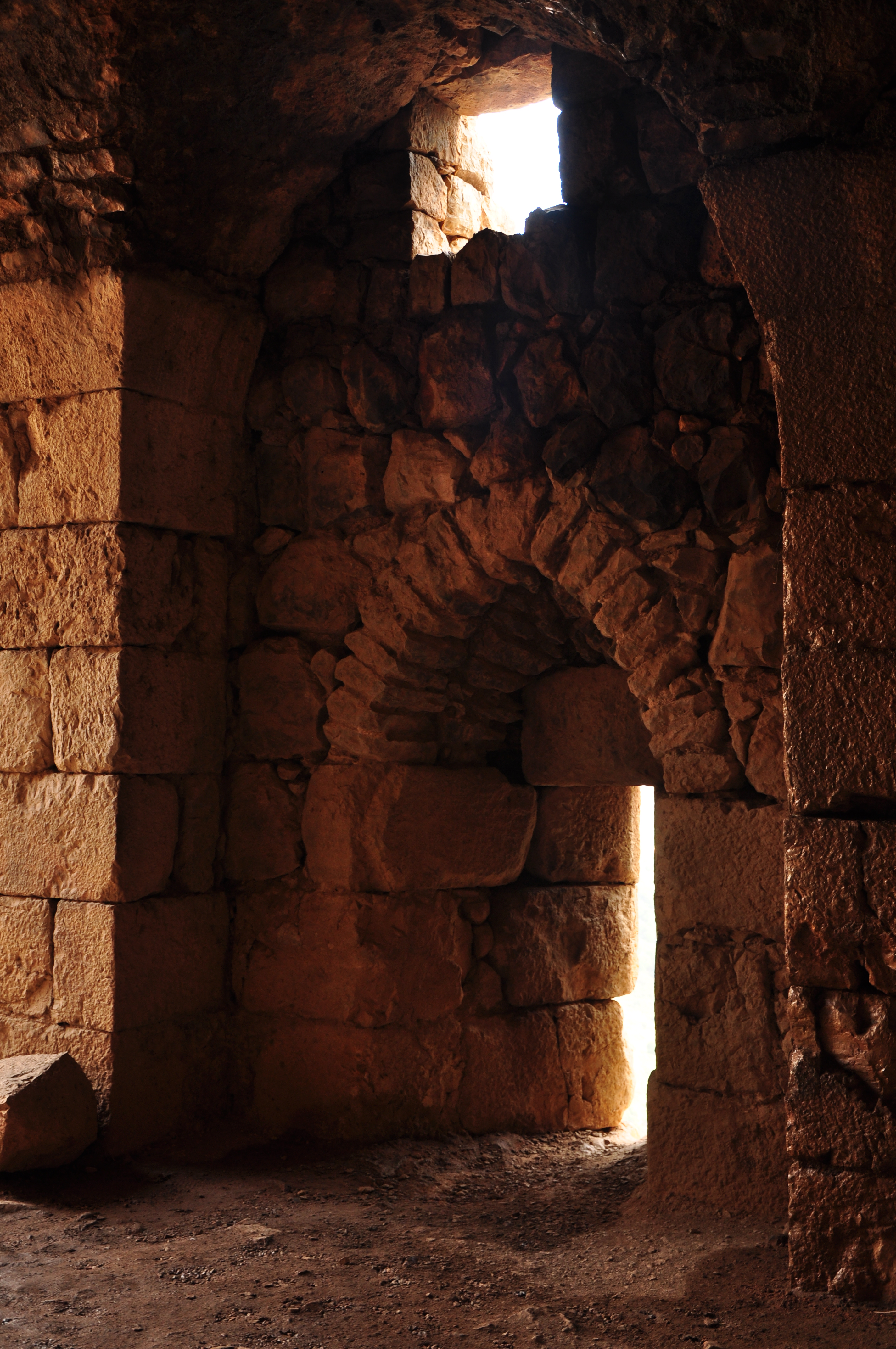
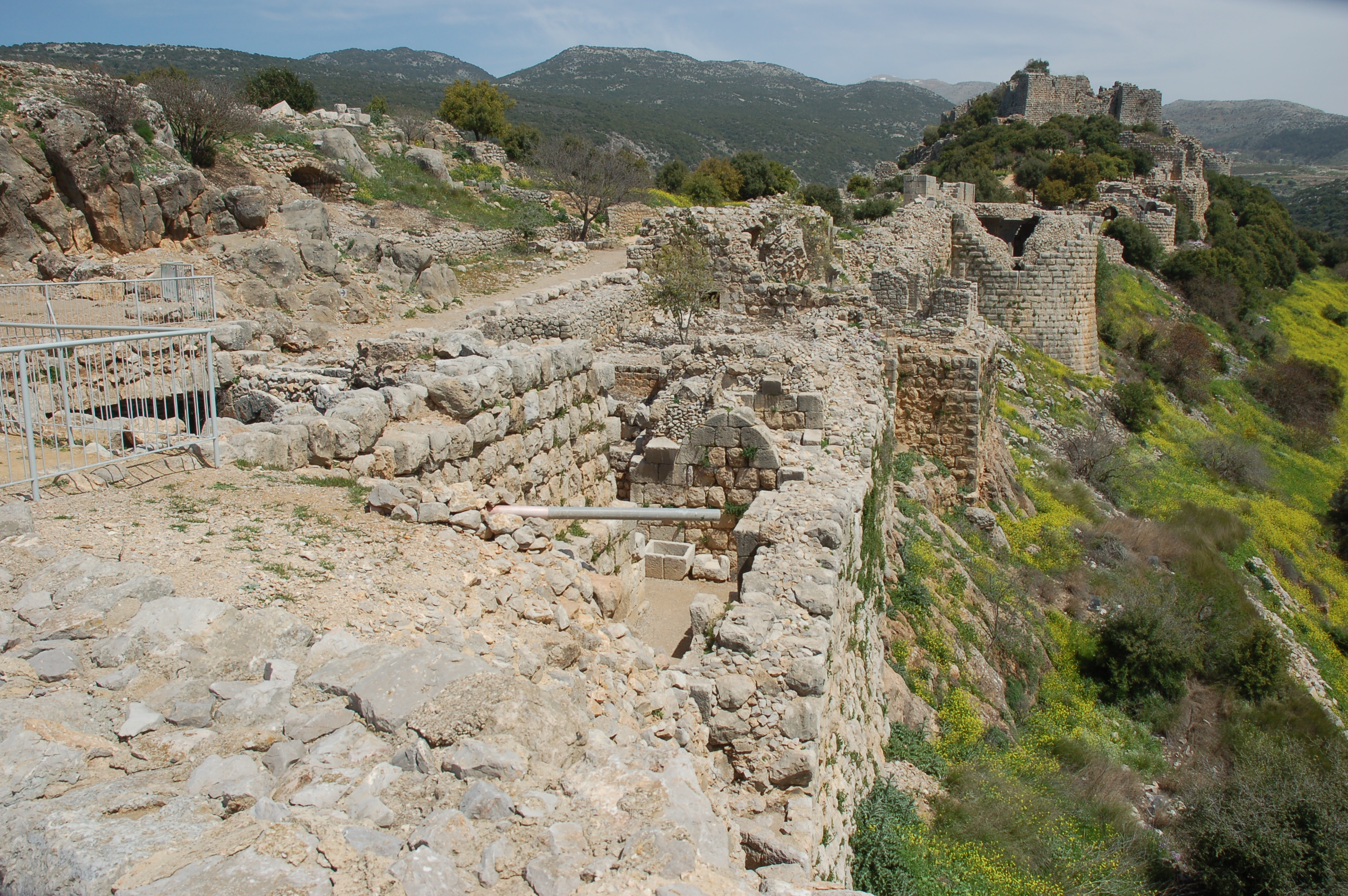